# Вересень 2018
Вересень 2018 — дев'ятий місяць 2018 року, що розпочався в суботу 1 вересня та закінчився в неділю 30 вересня.

## Події
- 1 вересня
  - В Україні стартувала реформа загальноосвітньої школи — «Нова українська школа», яка передбачає перехід на 12-річну середню освіту, поділену на три рівні[1].
  - На більшій частині України вимкнули аналогове телебачення[2].
  - У Миколаєві вбили українського вченого, дослідника Голодомору Миколу Шитюка.[3]
  - Кожна сім'я в Україні при народженні дитини отримає спеціальний «бебі-бокс», орієнтовною вартістю 5 тис. гривень[4].
  - Президент України Петро Порошенко зі спеціальним представником Сполучених Штатів з питань України Куртом Волкером скоординували подальші кроки для деокупації Донбасу під час зустрічі у Вашингтоні[5]
- 2 вересня
  - У пожежі в Національному музеї Бразилії згоріли до 20 мільйонів експонатів[6].
  - В Національному соборі Вашингтона відбулася меморіальна служба за американським сенатором Джоном Маккейном, мер Києва Віталій Кличко взяв участь в прощальних заходах[7]
  - Внаслідок катастрофи вертольота на півночі Афганістану загинули 12 людей, серед яких двоє українських пілотів і 10 афганських солдатів[8].
- 3 вересня
  - У Львівській області відбулося відкриття багатонаціональних військових навчань Rapid Trident-2018 за участю підрозділів армій НАТО[9]
  - З міжнародного аеропорту «Бориспіль» вилетів перший рейс до Берлін-Шенефельд ірландського лоукост-перевізника Ryanair[10]
  - Дипломати Євросоюзу продовжили санкції проти 154 політиків з Росії і сепаратистів у Криму та на Донбасі ще на 6 місяців[11]
  - Український фільм «Міф» про оперного співака Василя Сліпака визнаний найкращою документальною стрічкою на фестивалі Figueira Film Art у Португалії[12]
  - Президент України Петро Порошенко назначив Сергія Шутенка надзвичайним і повноважним послом України в Грецькій Республіці[13]
  - Обвинуваченого у «справі Крисіна» 2014 року Сергія Чемеса засуджено до трьох років і трьох місяців позбавлення волі[14]
  - Петро Порошенко зареєстрував в парламенті проект змін до Конституції України щодо прагнення інтеграції України в НАТО і Європейський союз[15]
- 4 вересня
  - Викид хімічної речовини в кримському Армянську спричинив значне забруднення довкілля[16].
  - Олександра Шовковського назначено асистентом головного тренера збірної України з футболу Андрія Шевченка[17]
  - Україна та Туреччина підписали меморандум про співпрацю між правоохоронними органами[18]
  - Шевченківський районний суд Києва продовжив арешт народного депутата Надії Савченко до 30 жовтня 2018[19].
  - Прем'єр-міністр України Володимир Гройсман відмовився від планів про відставку[20]
  - У мережі з'явилося відео нового IPhone Xs у золотому кольорі, презентація якого відбулася 12 вересня.[21]
- 6 вересня
  - Петиція на сайті Білого дому за звільнення Олега Сенцова набрала необхідні 100 тисяч підписів для розгляду питання Дональдом Трампом[22].
  - Біля берегів Фіджі стався землетрус[en] магнітудою 7,8[23].
  - В Японії стався землетрус в окрузі Ібурі магнітудою 6,7[24].
  - Розпочався перший турнір Ліги націй УЄФА за участю чоловічих збірних команд 55 членів асоціацій УЄФА[25].
- 8 вересня
  - «Золотого лева» на 75-му Венеційському міжнародному кінофестивалі отримав фільм «Рим» режисера Альфонсо Куарона[26].
  - У Харкові затримали 30 нелегалів з В'єтнаму, яких злочинці незаконно намагалися переправити з Росії до Євросоюзу[27]
- 9 вересня
  - На парламентських виборах у Швеції перемогли соціал-демократи[28].
  - У день проведення регіональних виборів у Російській Федерації[ru] в багатьох містах РФ були проведені масові акції проти підвищення пенсійного віку[ru], що завершилися жорстоким затриманням учасників[29][30].
  - Переможцем Відкритого чемпіонату США з тенісу серед жінок вперше стала Осака Наомі, серед чоловіків — утретє Новак Джокович[31].
- 12 вересня
  - Компанія IKEA, що є найбільшим продавцем меблів у світі, заявила про вихід на український ринок[32]
  - Компанія Apple Inc. у Каліфорнії в Steve Jobs Theatre, в кампусі Apple Park, презентувала нові гаджети: iPhone Xs, iPhone Xs Max, iPhone Xr та Apple Watch series 4.[33][34]
- 16 вересня
  - Головний приз «Народний вибір» на 43-му Міжнародному кінофестивалі у Торонто отримав фільм «Зелена книга» режисера Пітера Фареллі.[35]
- 17 вересня
  - Вселенський патріархат після початку Надання автокефалії Українській православній церкві повідомив, що ніколи не визнавав неканонічної анафеми, яка була накладена на українського гетьмана Івана Мазепу Російською православною церквою.[36][37]
  - У Києві, Вінниці та інших містах відбуваються масові акції протесту з вимогою відставки генпрокурора Юрія Луценка через екстрадицію Тимура Тумгоєва до Російської Федерації[38].
- 18 вересня
  - У Сирії війська Асада помилково збили російський літак Іл-20 із 15 військовими на борту[39].
- 20 вересня
  - Верховна Рада України оновила склад ЦВК. Попередній склад мали оновити ще 4 роки тому[40].
  - Українська модель Вероніка Дідусенко перемогла в конкурсі «Міс Україна 2018»[41].
  - 17-річна українка Дар'я Білодід перемогла на чемпіонаті світу із дзюдо та стала наймолодшою чемпіонкою світу серед дорослих[42].
  - Внаслідок аварії порома[en] на озері Вікторія в Танзанії загинули 224 людини[43].
- 21 вересня
  - В Україні й усьому світі відзначили Міжнародний день миру, цього року під гаслом «Право на мир: 70 років Загальної декларації прав людини»[44].
  - Здійснено м'яку посадку на поверхню астероїда 162173 Рюгу двох модулів Rover-1A і Rover-1B міжпланетної станції Хаябуса-2[45].
- 24 вересня
  - Олег Сенцов став почесним громадянином Парижа[46][47]
  - У США помер український поет Богдан Рубчак[48].
  - Конституційний суд Молдови тимчасово відсторонив Ігоря Додона з посади президента[49].
  - Гравець збірної Хорватії з футболу та іспанського клубу «Реал Мадрид» Лука Модрич визнаний найкращим гравцем 2018 року за версією FIFA[50].
- 25 вересня
  - 205 населених пунктів України знеструмлено через негоду у 7 областях: Житомирська — 91 населений пункт, Київська — 54, Волинська — 23, Рівненська — 21, Одеська — 12, Сумська — 2 та Кіровоградська — 2[51].
  - У Кропивницькому підписано Угоду про стратегічне партнерство між компаніями «Curtiss-Wright Corporation» (Сполучені Штати Америки) і «Radics LLC» (Україна), яка передбачає виконання спільних проектів з модернізації систем безпеки ядерних об'єктів США[52].
- 26 вересня
  - Україна підписала угоду про безвізовий режим з Уругваєм[53].
- 27 вересня
  - В окупованій Макіївці сталося масове отруєння питною водою, постраждали більше 120 людей[54].
  - За рішенням УЄФА Чемпіонат Європи з футболу 2024 року прийматиме Німеччина[55].
  - Києво-Печерська лавра повідомила про викрадення старовинної ікони «Георгія Побідоносця»[56]
- 28 вересня
  - Союз європейських футбольних асоціацій оштрафував збірну України на 35000 євро через дії її вболівальників, та збірну Чехії через неналежну організацію матчу, що відбувся в Чехії (Угерске Градіщте) 6 вересня.[57]
- 29 вересня
  - Комісія з цінних паперів і бірж США (SEC) після розслідування звинуватила засновника Tesla Ілона Маска у шахрайстві і примусила виплатити 20 млн штрафу і залишити посаду голови ради директорів Tesla, проте він лишиться виконавчим директором компанії (CEO).[58][59]
  - Сильний землетрус і цунамі на острові Сулавесі (Індонезія) спричинили загибель не менше 1200 людей, сотні травмовані[60].
- 30 вересня
  - У Македонії відбувся референдум про перейменування країни[61]. Він був визнаний таким, що не відбувся через низьку явку виборців, хоча більшість голосували за зміну назви країни[62].